# Карапелле (река)
Карапе́лле (итал. Carapelle; в верховье — Каладжо, итал. Calaggio) — река в южной Италии. Длина — 85 км. Площадь водосбора 990 км². Средняя высота бассейна 287 м (от 0 до 1085 м) над уровнем моря.
Течёт на северо-восток по территории провинции Авеллино в Кампании и провинции Фоджа в Апулии. Исток между горами Ла-Топпа и Ла-Форма в Кампанских Апеннинах. Впадает в залив Манфредония Адриатического моря около Дзаппонеты.
Бассейн Карапелле в основном используется для ведения сельского хозяйства с преобладанием орошаемого земледелия. Характеризуется развитой ирригационной сетью. Основными сельскохозяйственными продуктами в равнинной части бассейна являются твёрдая пшеница, помидоры, сахарная свекла, оливки и виноград. В горной части бассейна распространены естественные и искусственные леса и пастбища.
Таволиере находится в одном из самых сухих районов Италии и получает среднегодовое количество осадков менее 500 мм. Гидрологический режим Карапелле сильно зависит от осадков. В летние месяцы сток низкий либо нулевой с возникновением изолированных поверхностных водоёмов. Режим быстро меняется во время или вскоре после дождя. Частые паводки с июня по сентябрь.